# Jugendkirche Kana

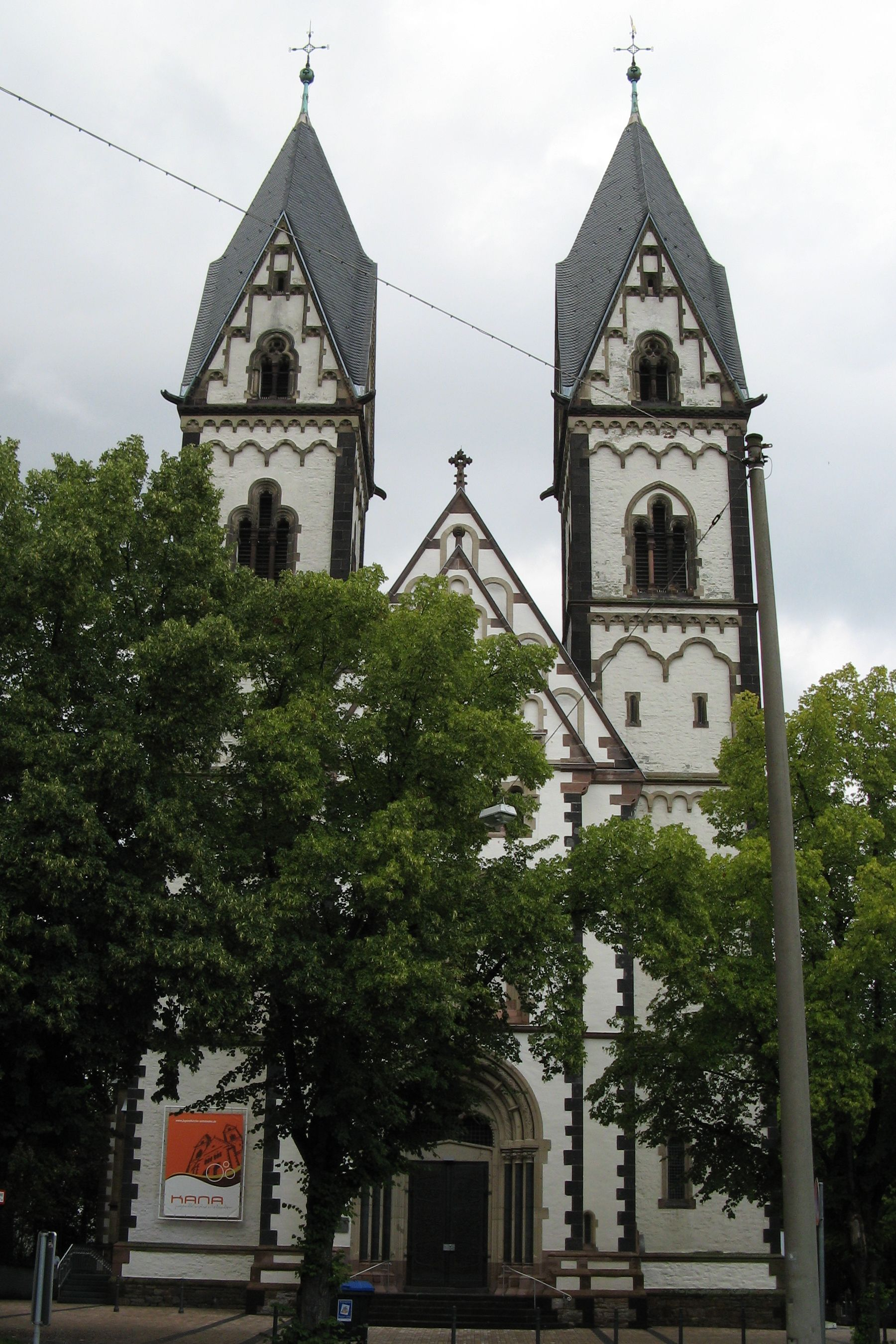
Portal der Maria-Hilf-Kirche mit KANA-Transparent

Logo des Bistums Limburg

Die Jugendkirche Kana (in Eigenschreibweise „Jugendkirche KANA“) ist eine Jugendkirche des Bistums Limburg in der hessischen Landeshauptstadt Wiesbaden im Stadtteil Nordost. Die Profilkirche befindet sich in den Räumen der Kirche Maria-Hilf.

## Idee
Die Jugendkirche Kana wurde 2005 vom damaligen Bischofs des Bistums Limburg Franz Kamphaus gegründet. Jugendkirchen werden als ein neuer Ansatz in der Jugendpastoral als neue Antwort auf die zunehmende Entfremdung zwischen Kirche und Jugend angesehen. Ziel war es, junge Menschen zu erreichen, die durch ihre Sozialisation nicht oder wenig mit der Kirche in Kontakt kommen oder nach der Erstkommunion oder Firmung den Kontakt mit der Kirche verlieren. Diese Jugendlichen sähen etwa die kirchliche Liturgie als fremd an, könnten sich mit den traditionellen Gottesdiensten nicht identifizieren und seien es nicht gewohnt, sich in feste Gruppen und Strukturen einzubinden. 2015 wurde das zehnjährige Jubiläum der Jugendkirche Kana mit einem Jubiläumsgottesdienst mit dem Apostolischen Administrator Weihbischof Manfred Grothe gefeiert.
Weitere Jugendkirchen des Bistums Limburg sind die Jugendkirche Crossover in Limburg an der Lahn und die Jugendkirche Jona in Frankfurt-Sachsenhausen.

## Konzept
Die Jugendkirche Kana will eine Verbindung zwischen den heutigen Lebenswelten der Jugendlichen und der Kirche mit ihrem Glauben herstellen. Der Name der Jugendkirche bezieht sich auf den biblischen Ort Kana in Galiläa, wo Jesus sein erstes Wunder vollbrachte. Nach der Bibel verwandelte er bei einer Hochzeitsfeier Wasser (Joh 2,1–12 ). Die Jugendkirche ist eine Einrichtung des Dezernats Kinder, Jugend und Familie des Bistums Limburg.

## Arbeitsbereiche
Die Jugendkirche Kana unterstützt die Katholische Jugendarbeit in Pfarreien, Pastoralen Räumen der Stadtkirche Wiesbaden und den Bezirken Rheingau und Untertaunus. Kana macht Angebote in den Bereichen Schule wie Klassenseminare oder Rauszeiten – Tage der Orientierung, außerdem Juleica-Ausbildung, Gruppenleiter-Grundkurs, Ministranten, Angebote für Firmbewerber, besondere Gottesdienste mit kreativen Elementen und einer Atmosphäre aus Licht und Musik, Projekte oder Events in der und um die Kirche, ein besonderes Projekt in der Fastenzeit, eigene Angebote bei Veranstaltungen der Jugendkultur, ein Theaterprojekt mit Flüchtlingen oder Kirchenraumpädagogische Angebote.
Außerdem betreibt das Team der Jugendkirche Kana die beiden Schülercafés in der IGS Obere Aar in Taunusstein-Hahn (Café Mandela) und in der St.-Ursula-Schule in Geisenheim (SchüCa) sowie den 2012 eröffneten Jugendtreff Fre!raum in der IGS Kastellstraße. Fre!raum lädt dazu ein, die Jugendkirche mitzugestalten.
Die Jugendkirche ist Einsatzstelle für junge Menschen im Freiwilligen Sozialen Jahr, im Praxissemester oder Anerkennungsjahr nach einem Studium der Sozialarbeit oder Sozialpädagogik.